# Corporal Clegg
Corporal Clegg ist ein Song der britischen Band Pink Floyd, das auf ihrem zweiten Album A Saucerful of Secrets im Jahr 1968 veröffentlicht wurde. Es wurde von Roger Waters geschrieben und mit David Gilmour sowie Nick Mason als Sänger aufgenommen. Als Instrument wird in der Coda unter anderem ein Kazoo verwendet.

## Hintergrund
Der Song handelt von einem Soldaten, der im Zweiten Weltkrieg ein Bein verlor. Es ist das erste Mal, dass Pink Floyd in einem Lied das Thema Krieg erwähnten. Später wurde dieses eines der zentralen Themen in den Texten Roger Waters’ (vor allem auf The Final Cut), der seinen Vater 1944 im Krieg verloren hatte. Waters bezeichnete das Lied gegenüber dem Mojo-Magazin als autobiographisch. Er erklärte dazu: Corporal Clegg ist über meinen Vater und seine Opfer im Zweiten Weltkrieg. Es ist etwas sarkastisch, die Idee eines Holzbeins als etwas, das du im Krieg gewonnen hast wie eine Trophäe. Im Song ist später zu hören, wie ein Offizier Clegg wegen seines fehlenden Beins von den Paraden befreit wurde.
Obwohl es nie live aufgeführt wurde, existieren zwei Videos mit dem Lied. Das erste wurde am 19. oder 20. Februar 1968 im belgischen Fernsehen aufgenommen und zeigt die Band beim Playback. Das zweite stammt von einer Aufnahme vom 22. Juli 1969 des SDR. Es zeigt die Bandmitglieder beim gemeinsamen Dinieren in Offiziers-Uniformen, in dessen Verlauf die Situation nach einem versehentlichen Weinverspritzer in eine Essensschlacht ausufert. Zudem werden Archivbilder von Kriegen sowie der musizierenden Band eingeflochten.

## Musiker
- David Gilmour – Gitarre, Gesang, Kazoo
- Richard Wright – Orgel, Gesang
- Roger Waters – Bass
- Nick Mason – Schlagzeug, Perkussion, Gesang